# O. Szabó István
O. Szabó István (Hajdúböszörmény, 1954. június 16.–) Jászai Mari-díjas színész, Olasz Szabó Soma színész édesapja.

## Élete és pályafutása
1976-ban diplomázott a Színház- és Filmművészeti Főiskolán. Pályafutását a debreceni Csokonai Színháznál kezdte, majd 1986-ban a Népszínházhoz (későbbi neve Budapesti Kamaraszínház) szerződött át. 
1990-től játszott az Evangélium Színházban, 1996-tól a Világ-Tojás Színház előadásain.

## Családja
Második felesége Málnai Zsuzsa színművész volt, akivel 10 évig éltek házasságban. Két lányuk született, 1990-ben és 1994-ben. Együtt nevelték O. Szabó korábbi házasságból született fiát, Olasz Szabó Somát is, aki szintén a színészi pályát választotta, valamint Málnai Zsuzsának Józsa Imrétől 1980-ban született legidősebb lányát.

## Fontosabb színházi szerepei
- Józsa Mihály (Illyés Gyula: Fáklyaláng)
- Laertes (Shakespeare: Hamlet)
- Jakab (Molière: A fösvény)
- Józsiás (Tamási Áron: Ördögölő Józsiás)
- Jimmy (Osborne: Dühöngő ifjúság)
- Miska (Szirmai Albert: Mágnás Miska)
- Kukorica Jancsi (Kacsóh Pongrác: János vitéz)
- János (Németh László: A két Bolyai)
- Károly (Hubay Miklós–Vas István–Ránk György: Egy szerelem három éjszakája)
- Trauzner Lukács (Páskándi Géza: Vendégség)
- Figaro (Pierre-Augustin Caron de Beaumarchais: Figaro házassága)
- Apáczai Csere János (Kovách Aladár: Téli zsoltár)
- Albertus (Márai Sándor: Kassai polgárok)

## Filmográfia

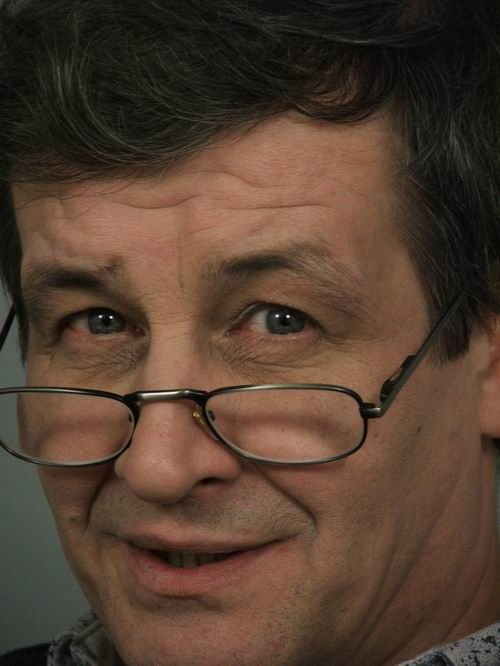
2005-ben

- Tom Sawyer mint detektív (magyar mesejáték)
- Az idők kezdetén (1975)
- Csillagok változása (magyar tévéfilm, 1975) Péter
- A járvány (1976) Palla hadnagy
- A királylány zsámolya (magyar játékfilm, 1976) Vörös
- Magyarok (magyar filmdráma, 1978) Kondor Ábris
- Mese habbal (1979)
- Ballagás (1980) Tanár
- Élve vagy halva (1980) A bujdosók vezére
- Fábián Bálint találkozása Istennel (magyar játékfilm, 1980) Fábián idősebb fia
- A szeleburdi család (1981) Novák papa nagyobbik fia
- Appassionata (magyar tévéfilm sorozat, 1982) Szojka Géza
- A piac (magyar tévéfilm, 1983) Bari János
- Gyalogbéka (tv-sorozat, 1985) Brigádvezető
- Gyerekrablás a Palánk utcában (1985)
- Szeleburdi vakáció (1987)
- Szerelem második vérig (1987)
- Margarétás dal (TV film, 1989)
- Vadon (1989)
- Égető Eszter (tv-sorozat, 1989)
- Iskolakerülők (1989)
- A főügyész felesége (TV film, 1990)
- Frici, a vállalkozó szellem (tv-sorozat, 1993)
- Szomszédok (tv-sorozat, 1993-1994)
- Angyali történetek (tv-sorozat, 2000) Bolond az ember c. epizód

## Díjak, kitüntetések
- Csokonai-díj (1985)
- Jászai Mari-díj (1986)
- Hajdúböszörményért díj (2017)